# 邻二氯苯
邻二氯苯（英語：orthodichlorobenzene，缩写ODCB）是苯环上相邻的二个氢被氯原子取代后形成的化合物，分子式为C6H4Cl2，系统命名法写作1,2-二氯苯（英語：1,2-Dichlorobenzene），常用作杀虫剂。